# Where My Christmas Lives
Where My Christmas Lives è un EP del gruppo rock statunitense 3 Doors Down, pubblicato nel 2009.

## Tracce
1. Where My Christmas Lives – 3:55
2. It's Not My Time (Acoustic version) – 3:58
3. It's the Only One You've Got (Acoustic version) – 4:17
4. Your Arms Feel Like Home (Acoustic version) – 3:48
5. Let Me Be Myself (Acoustic version) – 3:53
6. Pages (Acoustic Version) – 3:49
7. Runaway (Acoustic Version) – 3:25
8. Where My Christmas Lives (Acoustic version) – 3:51